# گل و آتش
گل و آتش (به هندی: Phool Aur Aag) فیلمی محصول سال ۱۹۹۹ و به کارگردانی تی.ال.وی. پراساد است. در این فیلم بازیگرانی همچون میتون چاکرابورتی، جکی شروف، هریش کومار، عایشا جولکا، آریونا ایرانی، راکش بدی، کیشور بانشالی، دالیپ تاهیل، دیشا واکانی ایفای نقش کرده‌اند.